# Catriona
Catriona er et pigenavn. Det er en anglicisme af skotsk gælisk Caitriona og den irske Caitriona. Både Caitriona og Caitriona er Gaelic former for Kathrine. En varierende stavemåde af skotsk gælisk Caitriona er Catriona.

## Kendte personer med navnet
- Catriona MacColl, britisk skuespiller.

## Navnet anvendt i fiktion
- Catriona MacGregor Drummond er heltinden i Robert Louis Stevensons roman Catriona.

## Andre anvendelser
- Catriona, en slægt af bløddyr nudibranchia af familien Cuthonidae.
- Catriona 1116, en asteroide med gennemsnitlig diameter på omkring 39,12 km. Opdaget af Cyril V. Jackson 1929.